# Thakur
Thakur, nelle sue varianti Thakore, Thakar, Thakrar, Thakhor ecc., è un titolo feudale hindi ripreso in seguito in ambito coloniale indiano. La proprietà di un Thakur è definita con il nome di Thikana. La sposa del Thakur è definita con il nome di Thakurani. In lingua Bengali Thakur è utilizzato come cognome, o come titolo di rispetto per coloro appartenenti alla casta dei Bramini e a quanti si distinguono per la loro religiosità. Thakur è inoltre in Hindi l'appellativo per le divinità.

## Titoli principeschi
Fin dai tempi della feudalità Thakur, con il significato di "signore" era, in hindi, il titolo, inferiore al Raja, attribuito al governante ereditario di uno stato principesco, generalmente nato all'interno di una genealogia del clan Rajput, specialmente in India occidentale.
Thakur è il nome con cui è generalmente reso "Thakore" 'Thakor' nelle aree settentrionali e centrali dell'India.
La forma bengalese è Thakur, un cognome derivato, che in versione anglicizzata è spesso scritto come Tāgore